# Alice B. Toklas självbiografi
Alice B. Toklas självbiografi (en: The Autobiography of Alice B. Toklas) är en roman från 1933 av den amerikanska författaren Gertrude Stein, ofta betraktad som hennes mest kända roman. Romanen blev omedelbart mycket uppmärksammad och såld, och gjorde Gertrude Stein berömd som författare. Trots det är romanen ganska atypisk för Steins författarskap, skriven på en tämligen konventionell prosa.
Thomas Warburton översatte romanen till svenska 1949, då den gavs ut som en del av Panacheserien. Sedan dess har den utgetts i nyutgåva flera gånger, bland annat av Modernista 2018.

## Handling

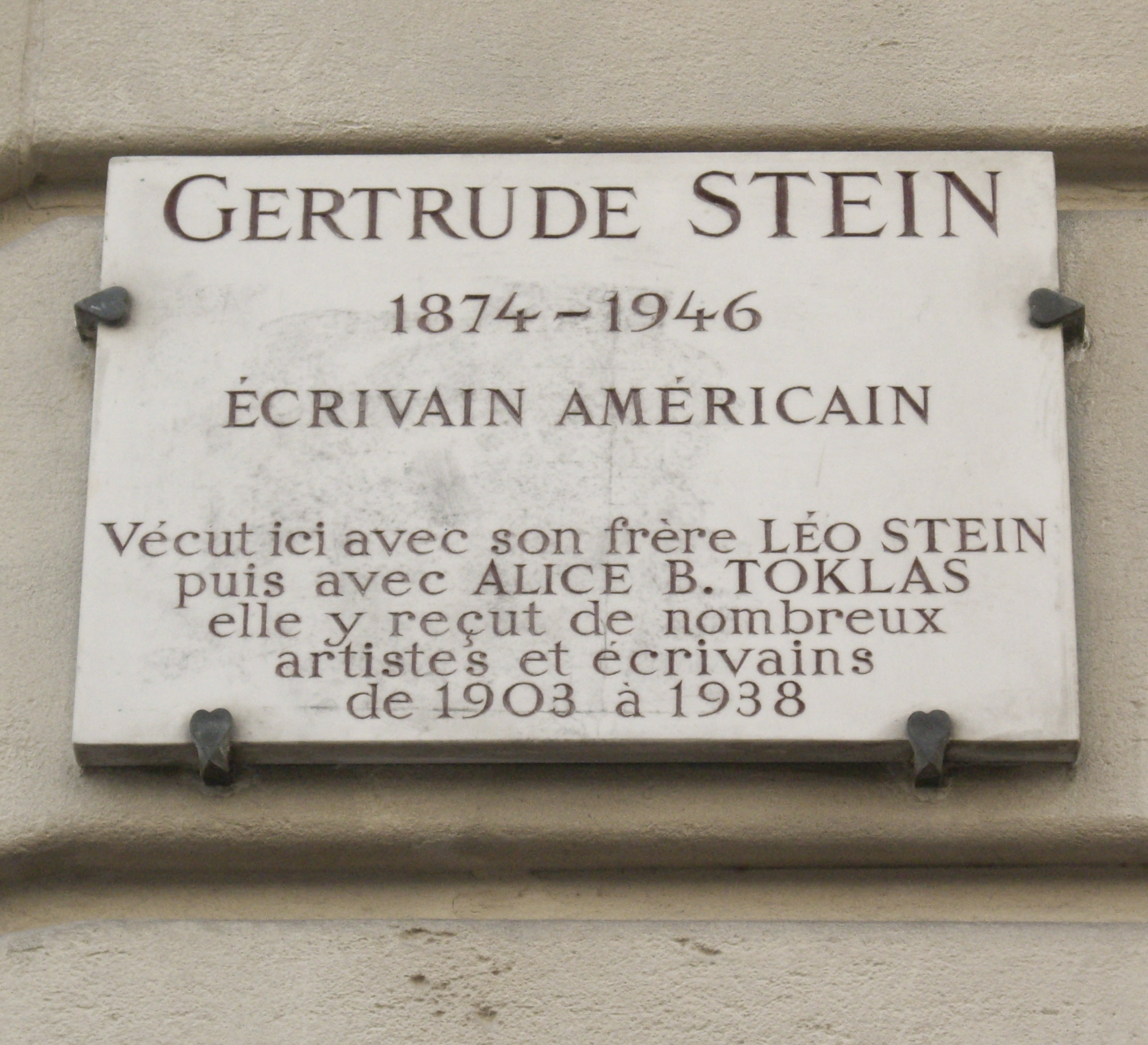
Skylt vid 27 Rue de Fleurus i Paris.

Romanen handlar om Gertrude Steins och Alice B. Toklas liv på 27 Rue de Fleurus i Paris, som under den tidigmodernistiska epoken var ett av det europeiska avantgardets centrala punkter. Salongen som Stein drev frekventerades av många av dåtidens stora europeiska konstnärer, bland annat Pablo Picasso och Henri Matisse, liksom amerikaner i exil, som Ernest Hemingway och Djuna Barnes. I romanens avslutande rader skriver författaren att hon ska skrivas Alice B. Toklas självbiografi på samma sätt som Daniel Defoe skrev Robinson Crusoes självbiografi.
I flera utgåvor finns det mellan innehållsförteckningen och själva romanen ett antal illustrationer, som bland annat visar Gertrude Stein vid ateljédörren, Gertrude och Alice vid Markuskyrkan i Venedig och de båda i en bil utanför Joseph Joffres födelseplats. Fotografierna har dock lite med romanen och dess kronologi att göra, utan bidrar enligt den brittiska litteraturvetarprofessorn Paul K. Alkon till att dåtiden, samtiden och framtiden blandas samman eller till och med inverteras.

## Stil och språk
Alice B. Toklas självbiografi är ganska otypisk för Steins författarstil. Den markerar i någon mån ett brott mellan Steins tidigare, väldigt experimentella verk och självbiografin liksom några följande verk som är skrivna på en mer konventionell prosa och som i högre grad blev publikframgångar. I Allas självbiografi, som är en lös fortsättning på självbiografin, återkommer mer av de typiska upprepningarna, syntaxrubbningarna och frånvaron av skiljetecken som utgör Steins särdrag. Jenny Tunedal menar att Stein i Alice B. Toklas självbiografi använder språket för att skapa sig själv liksom för att blotta språkets auktoritet.
Akademiker har också lyft fram att självbiografin är mindre experimentell än många andra av Steins verk. Litteraturvetarprofessorn Marianne DeKoven menar att även om självbiografin är utpräglat modernistisk, med en impressionistisk tidsuppfattning som snarare bygger på associativa minnen än kronologi, är den i hennes mening relativt platt, ytlig, enkel och koherent. Det som får den att sticka ut är den skeva, originella rösten och det fritt associativa minnet av historiska personligheter och händelser.

## Teman
Romanens titel gör anspråk på en självbiografi, men en av de centrala frågorna är i vilken grad det är en självbiografi, liksom i vilken mån författaren gör anspråk på att faktiskt skriva en självbiografi. Återkommande i romanen upphäver Stein det förtroende och den relation till läsaren som en självbiografi vanligtvis strävar efter att bygga upp. Dels utger sig romanen för att vara Alice B. Toklas självbiografi, när författaren i själva verket är Gertrude Stein. Genom att ljuga om självbiografins upphovsman och dessutom i låg grad fokusera på själva individen menar litteraturvetarprofessorn Ingemar Haag att väldigt lite av självbiografi återstår i Alice B. Toklas självbiografi. Genom att separera författaren från berättaren klyvs det jag som varje självbiografi förutsätter.
I linje med självbiografin som tema kretsar mycket av romanens handling kring frågan om identitet, och i synnerhet i relationen till jaget, sexualiteten, språket och kroppen. En annan fråga som relaterar till identitetsfrågan i självbiografin, liksom i flera andra av Steins romaner, är tanken om geniet. Ett centralt citat i självbiografin är när den förmodade självbiografiska författaren säger att hon bara tre gånger i sitt liv har träffat genier: Gertrude Stein, Pablo Picasso och Alfred Whitehead. I Allas självbiografi definierar författaren geniet som någon som i positiv mening glömmer det som är oviktigt och riktar sitt medvetande mot nuet.

## Utgivning
Romanen gavs ut i augusti 1933. Inom en månad efter utgivningen hade den utsetts till månadens bok, och var dessutom en av de tio bäst säljande biografiska verken enligt Publishers Weekly. Många gissade att boken skulle föräras Pulitzerpriset.

## Påverkan
Litteraturvetarprofessorn Ingemar Haag menar att Gertrude Stein med sitt modernistiska författarskap, bland annat så som det tog sig uttryck i Alice B. Toklas självbiografi, hade stor påverkan på Samuel Beckett, såsom i I väntan på Godot.